# Gedenknaald koning Willem II
De gedenknaald koning Willem II is een gedenkteken in de Nederlandse stad Tilburg.

## Achtergrond
Koning Willem II overleed in 1849 in het oude paleis in Tilburg. Een maand na zijn overlijden werd het nieuwe paleis opgeleverd, dat was gebouwd onder leiding van de architect Henri van Tulder.

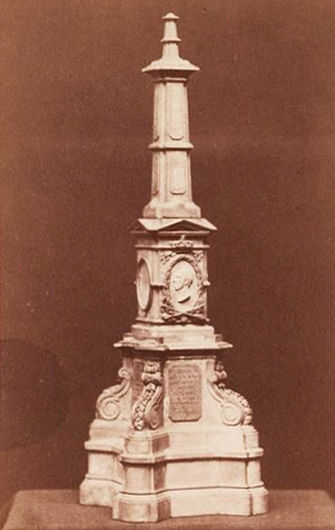
Ontwerp van Van Tulder

Toen in 1873 het oude paleis werd gesloopt, werd door de gemeenteraad besloten ter plekke een monument voor de koning op te richten. Er werden verscheidene ontwerpen aan het Koninklijk Huis voorgelegd, waarna door de erfgenamen van de koning werd gekozen voor het neogotisch ontwerp van architect Van Tulder. Hij maakte een bijna dertien meter hoge gedenknaald in escauzijnse hardsteen, waarop een medaillonportret van de koning en een aantal plaquettes werden aangebracht. Het marmeren portret werd gemaakt door de Belgische beeldhouwer Jozef Geefs. Het portret werd geplaatst in een omlijsting van een lauwerkrans bekroond door de koningskroon en eronder in reliëf een scepter, zwaard en ordeteken van de Orde van de Eikenkroon. Het monument werd onthuld op 17 maart 1874, de sterfdag van de koning, in aanwezigheid van prins Hendrik en commissaris van de koning Bosch van Drakestein.
Het standbeeld van Willem II op de Heuvel (van beeldhouwer Edouard François Georges) werd pas in 1924 in Tilburg geplaatst. Het stond aanvankelijk vanaf 1854 bij het paleis Kneuterdijk in Den Haag. 
Toen de Markt opnieuw werd ingericht (1933) werd de gedenknaald verplaatst. Bij de aanleg van het Stadhuisplein en de stadsring (1968) werd het monument afgebroken en opgeslagen op de gemeentewerf. Na jaren in de opslag bleek het in dermate slechte staat te verkeren dat de gemeente afzag van heroprichting, de restauratie zou te kostbaar zijn. Twee van de marmeren plaquettes en de spits werden in bewaring gegeven van het Stadsmuseum Tilburg. In 1982 werd bij de Raadhuisfontein een bronzen plaquette geplaatst die memoreert aan het overlijden van Willem II.
Nieuw monument
Op initiatief van de Junior Kamer Hart van Brabant werd door Ton Buijsters een nieuw monument gemaakt. Hij ontwierp een circa 10 meter hoge obelisk, waarin het originele portret van Geefs werd verwerkt. De naald werd opgericht naast de Heikese kerk, in de nabijheid van de oorspronkelijke plek. Het gedenkteken werd op 2 oktober 1987 onthuld door Frank Houben, commissaris van de koningin in Noord-Brabant.

## Beschrijving
Het gedenkteken bestaat uit een acht meter hoge aluminium obelisk, die is geplaatst op en twee meter hoge granieten voet. In de zuil is een marmeren medaillonportret aangebracht, dat koning Willem II en profil toont. In en aan de voet zijn twee plaquettes geplaatst.

## Fotogalerij

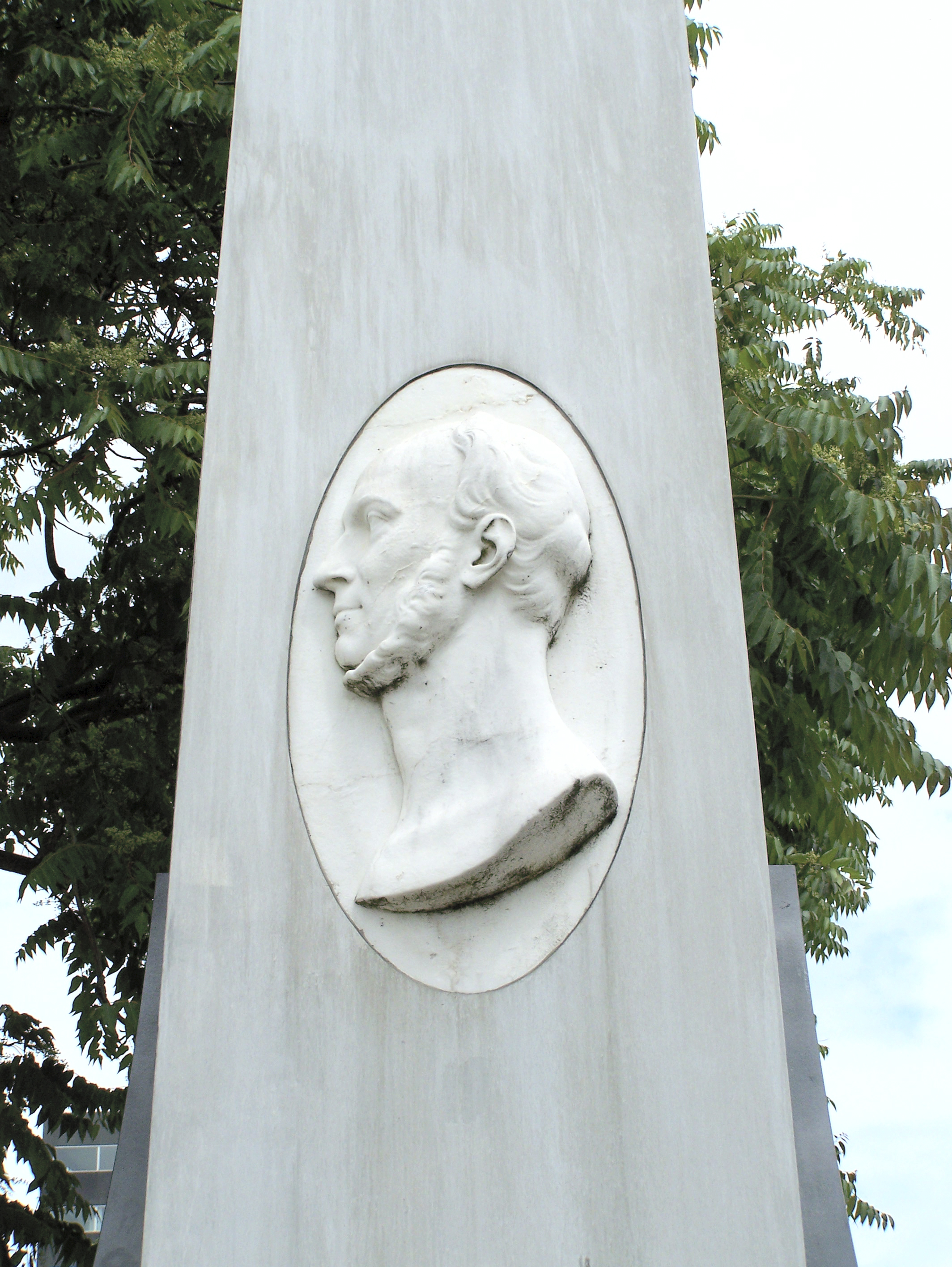
Portret van WIllem II
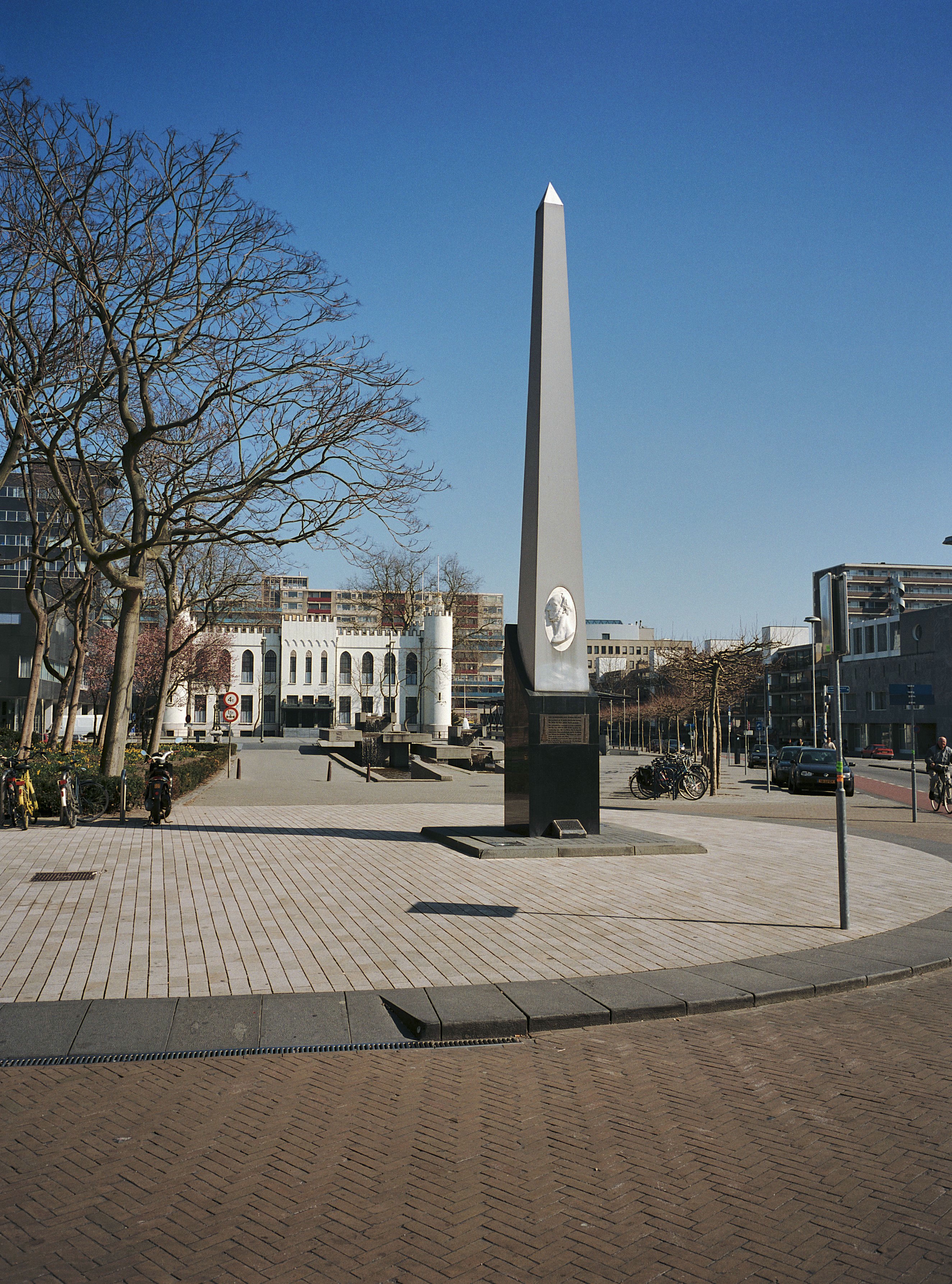
De gedenknaald met op de achtergrond het paleis
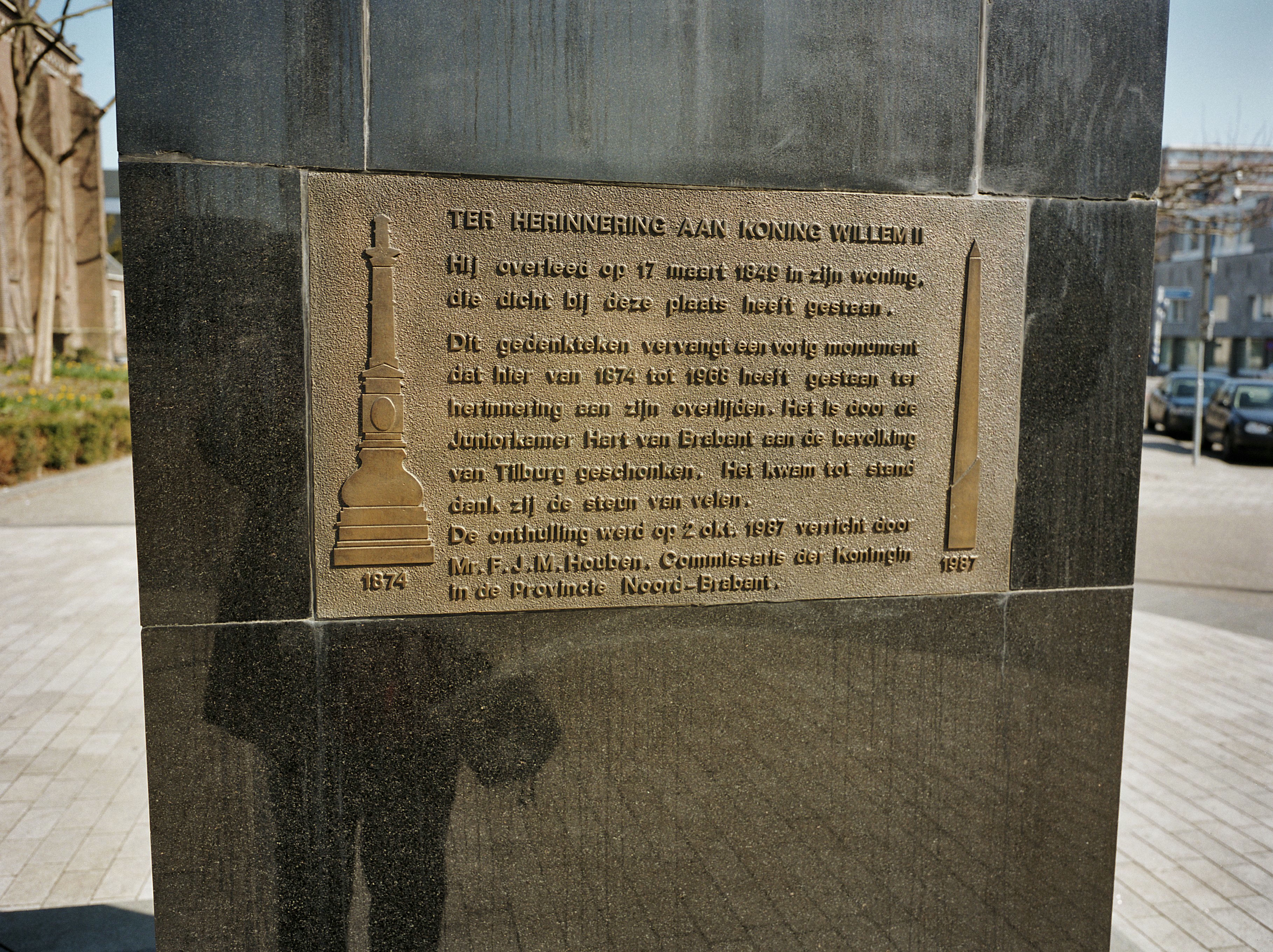
Plaquette in de sokkel